# Draft NFL 1992
Il Draft NFL 1992 si è tenuto dal 26 al 27 aprile 1992. Prima dell'inizio della stagione regolare si svolse anche un draft supplementare. Questo draft fu il primo dal 1958 in cui una squadra (gli Indianapolis Colts) deteneva le prime due scelte assolute.

## Selezioni
|  | = Pro Bowler |

### Primo giro
| Scelta | Squadra              | Giocatore          | Ruolo            | College              |
| ------ | -------------------- | ------------------ | ---------------- | -------------------- |
| 1      | Indianapolis Colts   | Steve Emtman       | Defensive tackle | Washington           |
| 2      | Indianapolis Colts   | Quentin Coryatt    | Linebacker       | Texas A&M            |
| 3      | Los Angeles Rams     | Sean Gilbert       | Defensive end    | Pittsburgh           |
| 4      | Washington Redskins  | Desmond Howard     | Wide receiver    | Michigan             |
| 5      | Green Bay Packers    | Terrell Buckley    | Defensive back   | Florida State        |
| 6      | Cincinnati Bengals   | David Klingler     | Quarterback      | Houston              |
| 7      | Miami Dolphins       | Troy Vincent       | Defensive Back   | Wisconsin            |
| 8      | Atlanta Falcons      | Bob Whitfield      | Tackle           | Stanford             |
| 9      | Cleveland Browns     | Tommy Vardell      | Running back     | Stanford             |
| 10     | Seattle Seahawks     | Ray Roberts        | Tackle           | Virginia             |
| 11     | Pittsburgh Steelers  | Leon Searcy        | Tackle           | Miami                |
| 12     | Miami Dolphins       | Marco Coleman      | Linebacker       | Georgia Tech         |
| 13     | New England Patriots | Eugene Chung       | Tackle           | Virginia Tech        |
| 14     | New York Giants      | Derek Brown        | Tight end        | Notre Dame           |
| 15     | New York Jets        | Johnny Mitchell    | Tight End        | Nebraska             |
| 16     | Los Angeles Raiders  | Chester McGlockton | Defensive End    | Clemson              |
| 17     | Dallas Cowboys       | Kevin Smith        | Defensive Back   | Texas A&M            |
| 18     | San Francisco 49ers  | Dana Hall          | Defensive Back   | Washington           |
| 19     | Atlanta Falcons      | Tony Smith         | Running Back     | Southern Miss        |
| 20     | Kansas City Chiefs   | Dale Carter        | Defensive Back   | Tennessee            |
| 21     | New Orleans Saints   | Vaughn Dunbar      | Running Back     | Indiana              |
| 22     | Chicago Bears        | Alonzo Spellman    | Defensive End    | Ohio State           |
| 23     | San Diego Chargers   | Chris Mims         | Defensive End    | Tennessee            |
| 24     | Dallas Cowboys       | Robert Jones       | Linebacker       | East Carolina        |
| 25     | Denver Broncos       | Tommy Maddox       | Quarterback      | UCLA                 |
| 26     | Detroit Lions        | Robert Porcher     | Defensive End    | South Carolina State |
| 27     | Buffalo Bills        | John Fina          | Tackle           | Arizona              |
| 28     | Cincinnati Bengals   | Darryl Williams    | Defensive Back   | Miami                |

### Secondo giro
| Scelta | Squadra                                  | Giocatore        | Ruolo            | College                  |
| ------ | ---------------------------------------- | ---------------- | ---------------- | ------------------------ |
| 29     | Indianapolis Colts                       | Ashley Ambrose   | Cornerback       | Mississippi Valley State |
| 30     | Los Angeles Rams                         | Steve Israel     | Cornerback       | Pittsburgh               |
| 31     | Cincinnati Bengals                       | Carl Pickens     | Wide receiver    | Tennessee                |
| 32     | Los Angeles Raiders                      | Greg Skrepenak   | Tackle           | Michigan                 |
| 33     | San Diego Chargers                       | Marquez Pope     | Cornerback       | Fresno State             |
| 34     | Green Bay Packers                        | Mark D'Onofrio   | Linebacker       | Penn State               |
| 35     | New England Patriots                     | Rod Smith        | Cornerback       | Notre Dame               |
| 36     | Dallas Cowboys                           | Jimmy Smith      | Wide receiver    | Jackson State            |
| 37     | Dallas Cowboys                           | Darren Woodson   | Safety           | Arizona State            |
| 38     | Pittsburgh Steelers                      | Levon Kirkland   | Linebacker       | Clemson                  |
| 39     | Minnesota Vikings                        | Robert Harris    | Defensive end    | Southern                 |
| 40     | Kansas City Chiefs                       | Matt Blundin     | Quarterback      | Virginia                 |
| 41     | New York Giants                          | Phillippi Sparks | Cornerback       | Arizona State            |
| 42     | New York Jets                            | Kurt Barber      | Linebacker       | USC                      |
| 43     | Miami Dolphins                           | Eddie Blake      | Defensive tackle | Auburn                   |
| 44     | Tampa Bay Buccaneers                     | Courtney Hawkins | Wide receiver    | Michigan State           |
| 45     | San Francisco 49ers                      | Amp Lee          | Running back     | Florida State            |
| 46     | Phoenix Cardinals                        | Tony Sacca       | Quarterback      | Penn State               |
| 47     | Washington Redskins                      | Shane Collins    | Defensive end    | Arizona State            |
| 48     | Philadelphia Eagles                      | Siran Stacy      | Running back     | Alabama                  |
| 49     | Chicago Bears                            | Troy Auzenne     | Tackle           | California               |
| 50     | Houston Oilers                           | Eddie Robinson   | Linebacker       | Alabama State            |
| 51     | Atlanta Falcons                          | Chuck Smith      | Defensive end    | Tennessee                |
| 52     | Cleveland Browns                         | Patrick Rowe     | Wide receiver    | San Diego State          |
| 53     | Detroit Lions                            | Tracy Scroggins  | Linebacker       | Tulsa                    |
| 54     | Denver Broncos                           | Shane Dronett    | Defensive end    | Texas                    |
| 55     | Buffalo Bills                            | James Patton     | Defensive tackle | Texas                    |
| 56     | Detroit Lions                            | Jason Hanson     | Kicker           | Washington State         |
| -      | Kansas City Chiefs (Draft supplementare) | Darren Mickell   | Defensive end    | Florida                  |

### Terzo giro
| Scelta | Squadra              | Giocatore        | Ruolo            | College               |
| ------ | -------------------- | ---------------- | ---------------- | --------------------- |
| 57     | Los Angeles Rams     | Marc Boutte      | Defensive tackle | Louisiana State       |
| 58     | Dallas Cowboys       | Clayton Holmes   | Cornerback       | Carson-Newman         |
| 59     | Tampa Bay Buccaneers | Mark Wheeler     | Defensive tackle | Texas A&M             |
| 60     | Los Angeles Rams     | Todd Kinchen     | Wide receiver    | Louisiana State       |
| 61     | Phoenix Cardinals    | Ed Cunningham    | Center           | Washington            |
| 62     | Green Bay Packers    | Robert Brooks    | Wide receiver    | South Carolina        |
| 63     | San Diego Chargers   | Ray Ethridge     | Wide receiver    | Pasadena City College |
| 64     | New England Patriots | Todd Collins     | Linebacker       | Carson-Newman         |
| 65     | Cleveland Browns     | Bill Johnson     | Defensive Tackle | Michigan State        |
| 66     | Seattle Seahawks     | Bob Spitulski    | Linebacker       | Central Florida       |
| 67     | Pittsburgh Steelers  | Joel Steed       | Defensive tackle | Colorado              |
| 68     | New York Jets        | Siupeli Malamala | Tackle           | Washington            |
| 69     | New York Giants      | Aaron Pierce     | Tight end        | Washington            |
| 70     | Miami Dolphins       | Larry Webster    | Defensive tackle | Maryland              |
| 71     | New England Patriots | Kevin Turner     | Running back     | Alabama               |
| 72     | New Orleans Saints   | Tyrone Legette   | Cornerback       | Nebraska              |
| 73     | Atlanta Falcons      | Howard Dinkins   | Linebacker       | Florida State         |
| 74     | Washington Redskins  | Paul Siever      | Guard            | Penn State            |
| 75     | Philadelphia Eagles  | Tommy Jeter      | Defensive tackle | Texas                 |
| 76     | San Francisco 49ers  | Brian Bollinger  | Guard            | North Carolina        |
| 77     | Houston Oilers       | Corey Harris     | Wide receiver    | Vanderbilt            |
| 78     | Cleveland Browns     | Gerald Dixon     | Linebacker       | South Carolina        |
| 79     | Tampa Bay Buccaneers | Tyji Armstrong   | Tight end        | Mississippi           |
| 80     | Chicago Bears        | Jeremy Lincoln   | Cornerback       | Tennessee             |
| 81     | Detroit Lions        | Thomas McLemore  | Tight end        | Southern              |
| 82     | Dallas Cowboys       | James Brown      | Tackle           | Virginia State        |
| 83     | Buffalo Bills        | Keith Goganious  | Linebacker       | Penn State            |
| 84     | Cincinnati Bengals   | Leonard Wheeler  | Safety           | Troy State            |

### Quarto giro
| Scelta | Squadra              | Giocatore         | Ruolo            | College              |
| ------ | -------------------- | ----------------- | ---------------- | -------------------- |
| 85     | Indianapolis Colts   | Rodney Culver     | Running back     | Notre Dame           |
| 86     | Tampa Bay Buccaneers | Craig Erickson    | Quarterback      | Miami (FL)           |
| 87     | Los Angeles Rams     | Shawn Harper      | Tackle           | Indiana              |
| 88     | Cincinnati Bengals   | Ricardo McDonald  | Linebacker       | Pittsburgh           |
| 89     | San Francisco 49ers  | Mark Thomas       | Defensive end    | North Carolina State |
| 90     | New England Patriots | Dion Lambert      | Defensive back   | UCLA                 |
| 91     | Phoenix Cardinals    | Jeff Christy      | Tackle           | Pittsburgh           |
| 92     | Philadelphia Eagles  | Tony Brooks       | Running back     | Notre Dame           |
| 93     | New England Patriots | Darren Anderson   | Defensive back   | Toledo               |
| 94     | Pittsburgh Steelers  | Charles Davenport | Wide receiver    | North Carolina State |
| 95     | New Orleans Saints   | Gene McGuire      | Center           | Notre Dame           |
| 96     | New York Jets        | Keo Coleman       | Linebacker       | Mississippi State    |
| 97     | Miami Dolphins       | Dwight Hollier    | Linebacker       | North Carolina       |
| 98     | Minnesota Vikings    | Roy Barker        | Defensive tackle | North Carolina       |
| 99     | New York Giants      | Keith Hamilton    | Defensive end    | Pittsburgh           |
| 100    | Phoenix Cardinals    | Michael Bankston  | Defensive tackle | Sam Houston State    |
| 101    | Kansas City Chiefs   | Mike Evans        | Defensive end    | Michigan             |
| 102    | Philadelphia Eagles  | Casey Weldon      | Quarterback      | Florida State        |
| 103    | Green Bay Packers    | Edgar Bennett     | Running back     | Florida State        |
| 104    | Atlanta Falcons      | Frankie Smith     | Defensive back   | Baylor               |
| 105    | Indianapolis Colts   | Tony McCoy        | Defensive tackle | Florida              |
| 106    | New Orleans Saints   | Sean Lumpkin      | Defensive back   | Minnesota            |
| 107    | Chicago Bears        | Will Furrer       | Quarterback      | Virginia Tech        |
| 108    | Houston Oilers       | Mike Mooney       | Tackle           | Georgia Tech         |
| 109    | Dallas Cowboys       | Tom Myslinski     | Guard            | Tennessee            |
| 110    | Denver Broncos       | Chuck Johnson     | Guard            | Texas                |
| 111    | Buffalo Bills        | Frank Kmet        | Defensive end    | Purdue               |
| 112    | Washington Redskins  | Chris Hakel       | Quarterback      | William & Mary       |

### Quinto giro
| Scelta | Squadra              | Giocatore       | Ruolo            | College              |
| ------ | -------------------- | --------------- | ---------------- | -------------------- |
| 113    | Indianapolis Colts   | Maury Toy       | Running back     | UCLA                 |
| 114    | Los Angeles Rams     | Chris Crooms    | Defensive back   | Texas A&M            |
| 115    | Cincinnati Bengals   | Craig Thompson  | Tight end        | North Carolina A&T   |
| 116    | New England Patriots | Dwayne Sabb     | Linebacker       | New Hampshire        |
| 117    | San Diego Chargers   | Curtis Whitley  | Center           | Clemson              |
| 118    | Tampa Bay Buccaneers | Rogerick Green  | Defensive back   | Kansas State         |
| 119    | Green Bay Packers    | Dexter McNabb   | Running back     | Florida              |
| 120    | Dallas Cowboys       | Greg Briggs     | Defensive back   | Texas Southern       |
| 121    | Dallas Cowboys       | Rod Milstead    | Guard            | Delaware State       |
| 122    | Seattle Seahawks     | Gary Dandridge  | Defensive back   | Appalachian State    |
| 123    | Pittsburgh Steelers  | Alan Haller     | Defensive back   | Michigan State       |
| 124    | Miami Dolphins       | Chris Perez     | Tackle           | Kansas               |
| 125    | Minnesota Vikings    | Ed McDaniel     | Linebacker       | Clemson              |
| 126    | New York Giants      | Michael Wright  | Defensive back   | Washington State     |
| 127    | New York Jets        | Cal Dixon       | Center           | Florida              |
| 128    | Los Angeles Raiders  | Derrick Hoskins | Defensive back   | Southern Mississippi |
| 129    | Philadelphia Eagles  | Corey Barlow    | Defensive back   | Auburn               |
| 130    | Green Bay Packers    | Orlando McKay   | Wide receiver    | Washington           |
| 131    | San Diego Chargers   | Kevin Little    | Linebacker       | North Carolina A&T   |
| 132    | Tampa Bay Buccaneers | Santana Dotson  | Defensive end    | Baylor               |
| 133    | Houston Oilers       | Joe Bowden      | Linebacker       | Oklahoma             |
| 134    | Chicago Bears        | Todd Harrison   | Tight end        | North Carolina State |
| 135    | Houston Oilers       | Tony Brown      | Defensive back   | Fresno State         |
| 136    | Houston Oilers       | Tim Roberts     | Defensive tackle | Southern Mississippi |
| 137    | Denver Broncos       | Frank Robinson  | Defensive back   | Boise State          |
| 138    | New Orleans Saints   | Torrance Small  | Wide receiver    | Alcorn State         |
| 139    | Buffalo Bills        | Matt Darby      | Defensive back   | UCLA                 |
| 140    | San Diego Chargers   | Eric Jonassen   | Offensive Tackle | Bloomsburg (PA)      |

### Sesto giro
| Scelta | Squadra              | Giocatore         | Ruolo            | College                |
| ------ | -------------------- | ----------------- | ---------------- | ---------------------- |
| 141    | Indianapolis Colts   | Shoun Habersham   | Wide receiver    | Tennessee-Chattanooga  |
| 142    | Cincinnati Bengals   | Chris Burns       | Defensive tackle | Middle Tennessee State |
| 143    | Cleveland Browns     | Rico Smith        | Wide receiver    | Colorado               |
| 144    | Los Angeles Rams     | Joe Campbell      | Running back     | Middle Tennessee State |
| 145    | Detroit Lions        | Larry Tharpe      | Tackle           | Tennessee State        |
| 146    | Phoenix Cardinals    | Brian Brauninger  | Tackle           | Oklahoma               |
| 147    | San Diego Chargers   | Reggie White      | Defensive tackle | North Carolina A&T     |
| 148    | Tampa Bay Buccaneers | James Malone      | Linebacker       | UCLA                   |
| 149    | Dallas Cowboys       | Fallon Wacasey    | Tight end        | Tulsa                  |
| 150    | Seattle Seahawks     | Michael Bates     | Wide receiver    | Arizona                |
| 151    | San Francisco 49ers  | Damien Russell    | Defensive back   | Virginia Tech          |
| 152    | Minnesota Vikings    | Mike Gaddis       | Running back     | Oklahoma               |
| 153    | New York Giants      | Stacey Dillard    | Defensive tackle | Oklahoma               |
| 154    | New York Jets        | Glenn Cadrez      | Linebacker       | Houston                |
| 155    | Miami Dolphins       | Roosevelt Collins | Linebacker       | Texas Christian        |
| 156    | Los Angeles Raiders  | Tony Rowell       | Center           | Florida                |
| 157    | Green Bay Packers    | Mark Chmura       | Tight end        | Boston College         |
| 158    | Atlanta Falcons      | Terry Ray         | Defensive back   | Oklahoma               |
| 159    | Kansas City Chiefs   | Tony Smith        | Wide receiver    | Notre Dame             |
| 160    | Philadelphia Eagles  | Jeff Sydner       | Wide receiver    | Hawaii                 |
| 161    | Chicago Bears        | Mark Berry        | Defensive back   | Texas                  |
| 162    | Houston Oilers       | Mario Bailey      | Wide receiver    | Washington             |
| 163    | Cleveland Browns     | George Williams   | Defensive tackle | Notre Dame             |
| 164    | New Orleans Saints   | Kary Vincent      | Defensive back   | Texas A&M              |
| 165    | New England Patriots | Tracy Boyd        | Guard            | Elizabeth City State   |
| 166    | New York Jets        | Jeff Blake        | Quarterback      | East Carolina          |
| 167    | Buffalo Bills        | Nate Turner       | Running back     | Nebraska               |
| 168    | Washington Redskins  | Ray Rowe          | Tight end        | San Diego State        |

### Settimo giro
| Scelta | Squadra              | Giocatore          | Ruolo            | College            |
| ------ | -------------------- | ------------------ | ---------------- | ------------------ |
| 169    | Indianapolis Colts   | Derek Steele       | Defensive end    | Maryland           |
| 170    | Denver Broncos       | Ron Geater         | Defensive end    | Iowa               |
| 171    | Los Angeles Rams     | Darryl Ashmore     | Tackle           | Northwestern       |
| 172    | Cincinnati Bengals   | Lance Olberding    | Tackle           | Iowa               |
| 173    | Los Angeles Raiders  | Curtis Cotton      | Defensive back   | Nebraska           |
| 174    | San Diego Chargers   | Deems May          | Tight end        | North Carolina     |
| 175    | Phoenix Cardinals    | Derek Ware         | Tight end        | Central State (OK) |
| 176    | New England Patriots | Wayne Hawkins      | Wide receiver    | SW Minnesota       |
| 177    | Cleveland Browns     | Selwyn Jones       | Defensive back   | Colorado State     |
| 178    | Seattle Seahawks     | Mike Frier         | Defensive tackle | Appalachian State  |
| 179    | Pittsburgh Steelers  | Russ Campbell      | Tight end        | Kansas State       |
| 180    | New York Giants      | Corey Widmer       | Linebacker       | Montana State      |
| 181    | Denver Broncos       | Jim Johnson        | Tackle           | Michigan State     |
| 182    | Atlanta Falcons      | Tim Paulk          | Linebacker       | Florida            |
| 183    | Minnesota Vikings    | David Wilson       | Defensive back   | California         |
| 184    | Tampa Bay Buccaneers | Ken Swilling       | Defensive back   | Georgia Tech       |
| 185    | Los Angeles Raiders  | Kevin Smith        | Running back     | UCLA               |
| 186    | Kansas City Chiefs   | Erick Anderson     | Linebacker       | Michigan           |
| 187    | Philadelphia Eagles  | William Boatwright | Guard            | Virginia Tech      |
| 188    | Pittsburgh Steelers  | Scottie Graham     | Running back     | Ohio State         |
| 189    | Houston Oilers       | Elbert Turner      | Wide receiver    | Illinois           |
| 190    | Green Bay Packers    | Chris Holder       | Wide receiver    | Tuskegee           |
| 191    | Miami Dolphins       | Dave Moore         | Tight end        | Pittsburgh         |
| 192    | Chicago Bears        | John Brown         | Wide receiver    | Houston            |
| 193    | Denver Broncos       | Jon Bostick        | Wide receiver    | Nebraska           |
| 194    | New England Patriots | Jim Gray           | Defensive tackle | West Virginia      |
| 195    | Buffalo Bills        | Kurt Schulz        | Defensive back   | Eastern Washington |
| 196    | Washington Redskins  | Calvin Holmes      | Defensive back   | USC                |

### Ottavo giro
| Scelta | Squadra              | Giocatore             | Ruolo            | College                  |
| ------ | -------------------- | --------------------- | ---------------- | ------------------------ |
| 197    | Indianapolis Colts   | Jason Belser          | Defensive back   | Oklahoma                 |
| 198    | Los Angeles Rams     | Ricky Jones           | Quarterback      | Alabama State            |
| 199    | Cincinnati Bengals   | Roosevelt Nix         | Defensive end    | Central State (OH)       |
| 200    | Tampa Bay Buccaneers | Anthony McDowell      | Running back     | Texas Tech               |
| 201    | San Diego Chargers   | James Fuller          | Defensive back   | Portland State           |
| 202    | Phoenix Cardinals    | Eric Blount           | Wide receiver    | North Carolina           |
| 203    | Pittsburgh Steelers  | Darren Perry          | Defensive back   | Penn State               |
| 204    | New England Patriots | Scott Lockwood        | Running back     | USC                      |
| 205    | New England Patriots | Sam Gash              | Running back     | Penn State               |
| 206    | Pittsburgh Steelers  | Hesham Ismail         | Guard            | Florida                  |
| 207    | Seattle Seahawks     | Muhammad Shamsid-Deen | Running back     | Tennessee-Chattanooga    |
| 208    | Denver Broncos       | Dietrich Lockridge    | Guard            | Jackson State            |
| 209    | Miami Dolphins       | Andre Powell          | Linebacker       | Penn State               |
| 210    | Minnesota Vikings    | Luke Fisher           | Tight end        | East Carolina            |
| 211    | New York Giants      | Kent Graham           | Quarterback      | Ohio State               |
| 212    | Indianapolis Colts   | Ronald Humphrey       | Running back     | Mississippi Valley State |
| 213    | Kansas City Chiefs   | Jim Jennings          | Guard            | San Diego State          |
| 214    | Philadelphia Eagles  | Chuck Bullough        | Linebacker       | Michigan State           |
| 215    | Pittsburgh Steelers  | Nate Williams         | Defensive tackle | Mississippi State        |
| 216    | Atlanta Falcons      | Derrick Moore         | Running back     | N.E. Oklahoma            |
| 217    | Atlanta Falcons      | Reggie Dwight         | Tight end        | Troy State               |
| 218    | New Orleans Saints   | Robert Stewart        | Defensive tackle | Alabama                  |
| 219    | New York Jets        | Vincent Brownlee      | Wide receiver    | Mississippi              |
| 220    | Houston Oilers       | Bucky Richardson      | Quarterback      | Texas A&M                |
| 221    | Detroit Lions        | Willie Clay           | Defensive back   | Georgia Tech             |
| 222    | Tampa Bay Buccaneers | Mike Pawlawski        | Quarterback      | California               |
| 223    | Buffalo Bills        | Leonard Humphries     | Defensive back   | Penn State               |
| 224    | Washington Redskins  | Darryl Moore          | Guard            | Texas-El Paso            |

### Nono giro
| Scelta | Squadra              | Giocatore         | Ruolo            | College              |
| ------ | -------------------- | ----------------- | ---------------- | -------------------- |
| 225    | Indianapolis Colts   | Eddie Miller      | Wide receiver    | South Carolina       |
| 226    | Cincinnati Bengals   | Ostell Miles      | Running back     | Houston              |
| 227    | Minnesota Vikings    | Brad Johnson      | Quarterback      | Florida State        |
| 228    | Los Angeles Rams     | T.J. Rubley       | Quarterback      | Tulsa                |
| 229    | Phoenix Cardinals    | David Henson      | Defensive tackle | Central Arkansas     |
| 230    | Green Bay Packers    | Ty Detmer         | Quarterback      | Brigham Young        |
| 231    | San Diego Chargers   | Johnnie Barnes    | Wide receiver    | Hampton              |
| 232    | New England Patriots | David Dixon       | Defensive tackle | Arizona State        |
| 233    | Cleveland Browns     | Tim Hill          | Defensive back   | Kansas               |
| 234    | Seattle Seahawks     | Larry Stayner     | Tight end        | Boise State          |
| 235    | Pittsburgh Steelers  | Elnardo Webster   | Linebacker       | Rutgers              |
| 236    | Miami Dolphins       | Tony Tellington   | Defensive back   | Youngstown State     |
| 237    | Minnesota Vikings    | Ronnie West       | Wide receiver    | Pittsburg State (KS) |
| 238    | New York Giants      | Anthony Prior     | Defensive back   | Washington State     |
| 239    | Phoenix Cardinals    | Tyrone Williams   | Wide receiver    | Western Ontario      |
| 240    | Green Bay Packers    | Shazzon Bradley   | Defensive tackle | Tennessee            |
| 241    | Philadelphia Eagles  | Ephesians Bartley | Linebacker       | Florida              |
| 242    | San Francisco 49ers  | Darian Hagan      | Wide receiver    | Colorado             |
| 243    | Atlanta Falcons      | Keith Alex        | Tackle           | Texas A&M            |
| 244    | Kansas City Chiefs   | Jay Leeuwenburg   | Center           | Colorado             |
| 245    | New Orleans Saints   | Donald Jones      | Linebacker       | Washington           |
| 246    | Chicago Bears        | Mirko Jurkovic    | Guard            | Notre Dame           |
| 247    | Houston Oilers       | Bernard Dafney    | Tackle           | Tennessee            |
| 248    | Dallas Cowboys       | Nate Kirtman      | Defensive back   | Pomona-Pitzer        |
| 249    | Denver Broncos       | Muhammad Oliver   | Defensive back   | Oregon               |
| 250    | Dallas Cowboys       | Chris Hall        | Defensive back   | East Carolina        |
| 251    | Buffalo Bills        | Chris Walsh       | Wide receiver    | Stanford             |
| 252    | Washington Redskins  | Boone Powell      | Linebacker       | Texas                |

### Decimo giro
| Scelta | Squadra              | Giocatore        | Ruolo            | College                 |
| ------ | -------------------- | ---------------- | ---------------- | ----------------------- |
| 253    | Indianapolis Colts   | Steve Grant      | Linebacker       | West Virginia           |
| 254    | Tampa Bay Buccaneers | Elijah Alexander | Linebacker       | Kansas State            |
| 255    | Los Angeles Raiders  | Tim Lester       | Running back     | Eastern Kentucky        |
| 256    | Cincinnati Bengals   | Horace Smith     | Defensive back   | Oregon Tech             |
| 257    | Green Bay Packers    | Andrew Oberg     | Tackle           | North Carolina          |
| 258    | San Diego Chargers   | Arthur Paul      | Defensive tackle | Arizona State           |
| 259    | Phoenix Cardinals    | Reggie Yarbrough | Running back     | Fullerton State         |
| 260    | Cleveland Browns     | Marcus Lowe      | Defensive tackle | Baylor                  |
| 261    | New England Patriots | Turner Baur      | Tight end        | Stanford                |
| 262    | Pittsburgh Steelers  | Mike Saunders    | Running back     | Iowa                    |
| 263    | Seattle Seahawks     | Anthony Hamlet   | Defensive end    | Miami (FL)              |
| 264    | Minnesota Vikings    | Brad Culpepper   | Defensive tackle | Florida                 |
| 265    | New York Giants      | George Rooks     | Defensive end    | Syracuse                |
| 266    | New York Jets        | Mario Johnson    | Defensive tackle | Missouri                |
| 267    | Miami Dolphins       | Raoul Spears     | Running back     | USC                     |
| 268    | Los Angeles Raiders  | Alberto White    | Defensive end    | Texas Southern          |
| 269    | San Francisco 49ers  | Corey Mayfield   | Defensive end    | Oklahoma                |
| 270    | Atlanta Falcons      | Darryl Hardy     | Linebacker       | Tennessee               |
| 271    | Kansas City Chiefs   | Jerry Ostroski   | Guard            | Tulsa                   |
| 272    | Philadelphia Eagles  | Mark McMillian   | Defensive back   | Alabama                 |
| 273    | Chicago Bears        | Nikki Fisher     | Running back     | Virginia                |
| 274    | Houston Oilers       | Dion Johnson     | Wide receiver    | East Carolina           |
| 275    | Dallas Cowboys       | John Terry       | Guard            | Livingstone College     |
| 276    | New Orleans Saints   | Marcus Dowdell   | Wide receiver    | Tennessee State         |
| 277    | New England Patriots | Steve Gordon     | Center           | California              |
| 278    | Denver Broncos       | Bob Meeks        | Center           | Auburn                  |
| 279    | Buffalo Bills        | Barry Rose       | Wide receiver    | Wisconsin–Stevens Point |
| 280    | Washington Redskins  | Tony Barker      | Linebacker       | Rice                    |

### Undicesimo giro
| Scelta | Squadra              | Giocatore       | Ruolo          | College                |
| ------ | -------------------- | --------------- | -------------- | ---------------------- |
| 281    | Los Angeles Rams     | Brian Townsend  | Linebacker     | Michigan               |
| 282    | Los Angeles Rams     | Brian Thomas    | Wide receiver  | Southern               |
| 283    | Cincinnati Bengals   | John Earle      | Tackle         | Western Illinois       |
| 284    | Tampa Bay Buccaneers | Mazio Royster   | Running back   | USC                    |
| 285    | San Diego Chargers   | Keith McAfee    | Running back   | Texas A&M              |
| 286    | Phoenix Cardinals    | Rob Baxley      | Tackle         | Iowa                   |
| 287    | Green Bay Packers    | Gabe Mokwuah    | Linebacker     | American               |
| 288    | New England Patriots | Mike Petko      | Linebacker     | Nebraska               |
| 289    | Cleveland Browns     | Augustin Olobia | Wide receiver  | Washington State       |
| 290    | Seattle Seahawks     | Kris Rongen     | Guard          | Washington             |
| 291    | Pittsburgh Steelers  | Kendall Gammon  | Guard          | Pittsburg State (KS)   |
| 292    | New York Giants      | Nate Singleton  | Wide receiver  | Grambling              |
| 293    | New York Jets        | Eric Boles      | Wide receiver  | Central Washington     |
| 294    | Miami Dolphins       | Lee Miles       | Wide receiver  | Baylor                 |
| 295    | Minnesota Vikings    | Chuck Evans     | Running back   | Clark                  |
| 296    | Miami Dolphins       | Mark Barsotti   | Quarterback    | Fresno State           |
| 297    | Atlanta Falcons      | Gary Biskup     | Defensive Back | Texas A&M              |
| 298    | Kansas City Chiefs   | Doug Rigby      | Defensive end  | Wyoming                |
| 299    | Philadelphia Eagles  | Pumpy Tudors    | Punter         | Tennessee-Chattanooga  |
| 300    | San Francisco 49ers  | Tom Covington   | Tight end      | Georgia Tech           |
| 301    | Houston Oilers       | Anthony Davis   | Linebacker     | Utah                   |
| 302    | Dallas Cowboys       | Tim Daniel      | Wide receiver  | Florida A&M            |
| 303    | New Orleans Saints   | Mike Gisler     | Guard          | Houston                |
| 304    | Chicago Bears        | Louis Age       | Tackle         | Southwestern Louisiana |
| 305    | Denver Broncos       | Cedric Tillman  | Wide receiver  | Alcorn State           |
| 306    | Detroit Lions        | Ed Tillison     | Running back   | NW Missouri            |
| 307    | Buffalo Bills        | Vince Marrow    | Tight end      | Toledo                 |
| 308    | Washington Redskins  | Terry Smith     | Wide receiver  | Penn State             |

### Dodicesimo giro
| Scelta | Squadra              | Giocatore         | Ruolo            | College              |
| ------ | -------------------- | ----------------- | ---------------- | -------------------- |
| 309    | Indianapolis Colts   | Mike Brandon      | Defensive end    | Florida              |
| 310    | Cincinnati Bengals   | Eric Shaw         | Linebacker       | Louisiana Tech       |
| 311    | Tampa Bay Buccaneers | Klaus Wilmsmeyer  | Punter           | Louisville           |
| 312    | Los Angeles Rams     | Kelvin Harris     | Center           | Miami (FL)           |
| 313    | Phoenix Cardinals    | Lance Wilson      | Defensive tackle | Texas                |
| 314    | Green Bay Packers    | Brett Collins     | Linebacker       | Washington           |
| 315    | San Diego Chargers   | Carlos Huerta     | Kicker           | Miami (FL)           |
| 316    | Cleveland Browns     | Keithen McCant    | Quarterback      | Nebraska             |
| 317    | Dallas Cowboys       | Don Harris        | Defensive back   | Texas Tech           |
| 318    | Pittsburgh Steelers  | Cornelius Benton  | Quarterback      | Connecticut          |
| 319    | Seattle Seahawks     | Chico Fraley      | Linebacker       | Washington           |
| 320    | Seattle Seahawks     | John MacNeill     | Defensive end    | Michigan State       |
| 321    | Miami Dolphins       | Milton Biggins    | Tight end        | Western Kentucky     |
| 322    | Minnesota Vikings    | Joe Randolph      | Wide receiver    | Elon                 |
| 323    | New York Giants      | Charles Swann     | Wide receiver    | Indiana State        |
| 324    | Los Angeles Raiders  | Tom Roth          | Guard            | Southern Illinois    |
| 325    | Kansas City Chiefs   | Corey Williams    | Defensive back   | Oklahoma State       |
| 326    | Philadelphia Eagles  | Brandon Houston   | Tackle           | Oklahoma             |
| 327    | San Francisco 49ers  | Matt LaBounty     | Defensive end    | Oregon               |
| 328    | Miami Dolphins       | Kameno Bell       | Running back     | Illinois             |
| 329    | Cleveland Browns     | Tim Simpson       | Center           | Illinois             |
| 330    | New Orleans Saints   | Scott Adell       | Tackle           | North Carolina State |
| 331    | Chicago Bears        | Chris Wilson      | Linebacker       | Oklahoma             |
| 332    | Houston Oilers       | Joe Wood          | Kicker           | Air Force            |
| 333    | New England Patriots | Freeman Baysinger | Wide receiver    | Humboldt State       |
| 334    | Denver Broncos       | John Granby       | Defensive back   | Virginia Tech        |
| 335    | Buffalo Bills        | Matt Rodgers      | Quarterback      | Iowa                 |
| 336    | Washington Redskins  | Matt Elliott      | Center           | Michigan             |